# 伊号第百五十六潜水艦
| 初代「伊56」時代（1929年春、呉） | |
| 艦歴                             | |
| 計画                             | 大正12年度艦艇補充計画                                                                                              |
| 起工                             | 1926年11月3日 |
| 進水                             | 1928年3月23日 |
| 就役                             | 1929年3月31日 |
| 除籍                             | 1945年11月30日 |
| その後                           | 1946年4月1日 五島列島沖で爆破処分                                                                                   |
| 性能諸元                         | |
| 排水量                           | 基準：1,635トン 常備：1,800トン 水中：2,300トン                                                                     |
| 全長                             | 101.00m |
| 全幅                             | 7.90m |
| 吃水                             | 4.90m |
| 機関                             | ズルツァー式3号ディーゼル2基2軸 水上：6,800馬力 水中：1,800馬力                                                     |
| 速力                             | 水上：20.0kt 水中：8.0kt                                                                                            |
| 航続距離                         | 水上：10ktで10,000海里 水中：3ktで60海里                                                                            |
| 燃料                             | 重油：230t |
| 乗員                             | 63名 |
| 兵装                             | 40口径十一年式12cm単装砲1門 留式7.7mm機銃1挺 53cm魚雷発射管 艦首6門、艦尾2門 六年式魚雷16本 Kチューブ（水中聴音機） |
| 備考                             | 安全潜航深度：60m                                                                                                   |

伊号第百五十六潜水艦（いごうだいひゃくごじゅうろくせんすいかん）は、日本海軍の潜水艦。伊百五十六型潜水艦（海大III型b）の1番艦。竣工時の艦名は伊号第五十六潜水艦（初代）。

## 艦歴
- 1926年（大正15年）11月3日 - 呉海軍工廠で起工。
- 1928年（昭和3年）3月23日 - 進水
- 1929年（昭和4年）3月31日 - 竣工。
  - 4月1日 - 伊58と共に第19潜水隊を編成[2]。
- 1936年（昭和11年）2月27日 - 大王崎灯台沖5海里にて伊53と接触事故[3]。
- 1938年（昭和13年）6月1日 - 艦型名を伊五十三型に改正[4]。
- 1941年（昭和16年）12月1日 - 第4潜水戦隊第19潜水隊に属し、三亜を出航。マレー作戦に参戦[5]。
  - 12月11日 - 北緯05度08分 東経104度32分 / 北緯5.133度 東経104.533度のコタバル沖で、米と補給品を積んでバンコクからシンガポールへ航行中の蘭貨物船ヘイチング（Hai Tung、1,186トン）を砲撃により撃沈[6]。
  - 12月20日 - カムラン湾に到着[5]。
  - 12月28日 - カムラン湾を出航し、ジャワ南方海面で活動[5]。
- 1942年（昭和17年）1月5日 - 南緯09度12分 東経111度10分 / 南緯9.200度 東経111.167度のチラチャップ（英語版）南方沖合のインド洋で英貨物船クワンタン（Kwangtung、2,626トン）を砲撃により撃沈[6]。
  - 1月6日 - 早朝、チラチャップ南東40浬地点付近で、蘭貨物船タニンバー（Tanimbar、8,169トン）を発見。浮上して砲撃するも、タニンバーからの反撃を受けて潜航し退避[6]。
  - 1月8日
    - 早朝 - 南緯07度53分 東経106度11分 / 南緯7.883度 東経106.183度のチラチャップ南西80浬地点付近で、蘭貨客船バン・リース（Van Rees、3,050トン）を雷撃により撃沈。
    - 2100 - 南緯08度11分 東経108度47分 / 南緯8.183度 東経108.783度の地点付近で、蘭客船バン・リービーク（Van Riebeeck、2,263トン）を砲撃により撃沈[6]。

  - 1月12日 - 午後、バリ島近海でスラバヤからダンジョン・プリオクへ航行中の蘭船パトラス（Patras、2,065トン）を発見し雷撃。魚雷は回避されたため、浮上して砲撃し、撃破[6]。しかし、蘭哨戒機の出現により沈めることはできなかった。
  - 2月4日 - スンダ海峡南口で、コロンボからシンガポールに向かうJS.1船団に加わっていた蘭貨客船トギアン（Togian、979トン）を砲撃により撃破[6]。
  - 2月21日 - セレベス島スターリング湾に到着[5]。
  - 3月10日 - 第5潜水戦隊第19潜水隊に編入[5]。
  - 3月20日 - 呉入港[5]。
  - 5月20日 - 伊号第百五十六潜水艦に改名。
  - 5月26日 - ミッドウェー海戦に参加[5]。
  - 6月30日 - 呉に入港[5]。
  - 7月10日 - 第5潜水戦隊が解隊し、第19潜水隊が呉鎮守府部隊に編入。以後、練習艦となる[5]。
- 1943年（昭和18年）5月22日 - 北方に派遣となり呉を出航。26日、横須賀を出航[5]。
  - 6月1日 - 幌筵島に到着。4日よりキスカ島に向けて補給物資輸送に従事[2]。
  - 6月26日 - 呉に入港[5]。
  - 12月1日 - 呉潜水戦隊第19潜水隊に編入[5]。
- 1945年（昭和20年）4月1日 - 第6艦隊第34潜水隊に編入[5]。

※この頃回天輸送用に改装されて、光基地において回天連合訓練あるいは大神基地への数回に渡る回天輸送作戦に従事。
- - 6月25日 - 呉を出航し大連に回航し、燃料輸送に従事[5]。
  - 7月2日 - 呉に入港[5]。
  - 8月15日 - 第15潜水隊に編入され終戦を迎える[5]。
- 1946年（昭和21年）4月1日 - 五島列島沖で米軍により爆破処分[7]。

撃沈総数4隻、撃沈トン数9,125トン。撃破総数2隻、撃破トン数3,044トン。

## 歴代艦長
※『艦長たちの軍艦史』425頁による。

### 艤装員長
- 古宇田武郎 少佐：1928年9月10日 - 11月9日

### 艦長
- 古宇田武郎 少佐：1928年11月9日 - 1929年11月5日
- 吉富説三 少佐：1929年11月5日 - 1930年12月1日
- 石崎昇 少佐：1930年12月1日 - 1931年12月1日
- 服部邦男 少佐：1931年12月1日 - 1932年3月26日
- （兼）斎藤栄章 少佐：1932年3月26日 - 1932年6月1日
- 奥島章三郎 少佐：1932年6月1日 - 11月1日
- 久米幾次 少佐：1932年11月1日 - 1934年10月22日
- 奥島章三郎 少佐：1934年10月22日 - 1935年7月3日[8]
- 都築登 少佐：1935年7月3日[8] -
- 西野耕三 少佐：1935年12月26日 - 1937年12月1日[9]
- 岩上英寿 少佐：1937年12月1日 - 1938年6月29日
- 水口兵衛 中佐：1938年6月29日 - 1938年12月15日[10]
- 畑中純彦 少佐：1938年12月15日 - 1939年11月20日[11]
- 山田薫 少佐：1939年11月20日 - 1941年7月31日[12]
- 大橋勝夫 少佐：1941年7月31日 -
- 折田善次 大尉：1942年6月30日 -
- 関戸好蜜 少佐：1942年7月20日 -
- 米原実 大尉：1942年10月15日 -
- 寺本巌 大尉：1943年3月16日 -
- 神本信雄 少佐：1944年1月31日 -
- 河野昌通 中佐：1944年10月11日 -
- 山根権 少佐：1944年10月24日 -